# ای‌اس‌ام‌ال هلدینگ
ای‌اس‌ام‌ال هلدینگ (به هلندی: ASML Holding) یک شرکت فناوری چندملیتی هلندی است که در زمینه طراحی، توسعۀ فناوری و تولید انواعی از سامانه‌ها، قطعات و ماشین‌آلات الکترونیکی فعال است و اکنون بزرگترین تولیدکننده سامانه‌های طرح‌نگار نوری برای صنعت نیمه‌رسانا در جهان می‌باشد.
این شرکت همچنین تولیدکننده ماشین‌آلات برای تولید انواع مدارهای مجتمع (آی‌سی‌ها) مانند: حافظه‌های دی‌رم، حافظه‌های فلش و سی‌پی‌یوها است.

## تاریخچه
اِی‌اس‌ام‌ال هلدینگ (به هلندی: ASML Holding N.V.) (که در گذشته مخفف «Advanced Semiconductor Materials Lithography» بود) یک شرکت چندملیتی هلندی است که در سال ۱۹۸۴ تأسیس شد و متخصص در توسعه و ساخت سیستم‌های فوتولیتوگرافی است. اکنون بزرگترین تأمین‌کننده سیستم‌های فوتولیتوگرافی عمدتاً برای صنعت نیم‌رسانا و تنها تأمین‌کننده دستگاه‌های لیتوگرافی فرابنفش شدید (EUV) در جهان است. ASML بیش از ۳۱۰۰۰ نفر از ۱۲۰ ملیت را استخدام می‌کند، به شبکه گسترده‌ای متشکل از بیش از ۴۶۰۰ تأمین کننده ردیف 1 متکی است و دفاتری در هلند، ایالات متحده، بلژیک، فرانسه، آلمان، ایرلند، اسرائیل، ایتالیا، بریتانیا، چین، هنگ کنگ، ژاپن، مالزی، سنگاپور، کره جنوبی و تایوان دارد.
این شرکت همچنین تولیدکنندهٔ ماشین‌آلات برای تولید انواع مدارهای مجتمع (آی‌سی‌ها)، مانند حافظه‌های دی‌رم، حافظه‌های فلش و سی‌پی‌یوها است.
در سال ۱۹۸۴، زمانی که ASML به عنوان یک سرمایه‌گذاری مشترک بین فیلیپس و ای‌اس‌ام تأسیس شد، نام «Advanced Semiconductor Materials Lithography» برای آن انتخاب شد و به.عنوان «ASM Lithography» برای نشان دادن شرکای سرمایه‌گذاری مشترک استفاده شد. با گذشت زمان، این نام به "ASML" تبدیل شده‌است.

## محصولات
دستگاه‌های فوتولیتوگرافی ساخت ASML در تولید تراشه‌های کامپیوتری استفاده می‌شوند. در این ماشین‌ها، الگوها به صورت نوری بر روی یک ویفر سیلیکونی که با یک فیلم از مواد حساس به نور پوشانده شده‌است (فتورسیست) تصویر می‌شود. این فرایند ده‌ها بار روی یک ویفر تکرار می‌شود. سپس مقاومت نوری برای ایجاد مدارهای الکترونیکی واقعی روی سیلیکون پردازش می‌شود. تصویربرداری نوری که ماشین‌های ASML با آن سروکار دارند در ساخت تقریباً تمام مدارهای مجتمع استفاده می‌شود و در سال ۲۰۱۰، اِی‌اس‌ام‌ال ۶۷ درصد از فروش جهانی ماشین‌های لیتوگرافی را در اختیار دارد و سایر رقبای آن متشکل از Ultratech، کانن و Nikon است.

### لیتوگرافی غوطه‌وری
لیتوگرافی غوطه‌وری توسط Burn-Jeng Lin توسعه داده شد و ASML از آن زمان با TSMC همکاری کرد. TSMC تولید تجاری گره‌های نیمه هادی ۹۰ نانومتری را با استفاده از لیتوگرافی غوطه‌وری ASML در سال ۲۰۰۴ آغاز کرد. از سال ۲۰۱۱، سیستم پیشرفته TWINSCAN NXT:۱۹۵۰i آنها برای تولید ویژگی‌های با اندازه‌ای کمتر از ۳۲ نانومتر و با سرعتی تا حداکثر ۲۰۰ ویفر در ساعت استفاده می‌شود. این سیستم با استفاده از یک لنز غوطه‌وری در آب و یک لیزر آرگون فلوراید که نوری در طول موج ۱۹۳ نانومتر تولید می‌کند، کار می‌کند. در سال ۲۰۱۱، یک دستگاه لیتوگرافی متوسط ۲۷ میلیون یورو قیمت دارد.

### لیتوگرافی EUV
ASML ماشین‌های لیتوگرافی فرابنفش شدید تولید می‌کند که نوری در محدوده طول موج ۱۳٫۳ تا ۱۳٫۷ نانومتر تولید می‌کنند. یک لیزر پرانرژی بر روی قطرات میکروسکوپی قلع مذاب متمرکز می‌شود تا پلاسمایی تولید کند که نور EUV ساطع می‌کند.
در سال ۲۰۰۹، مرکز تحقیقات IMEC در بلژیک اولین سلول‌های حافظه ۲۲ نانومتری CMOS SRAM کاربردی را با نمونه اولیه دستگاه لیتوگرافی EUV تولید کرد. ماشین‌های EUV تولید-سری (غیر نمونه اولیه) در سال ۲۰۱۱ تحویل داده شدند.

### سایر محصولات
علاوه بر لیتوگرافی مبتنی بر غوطه‌وری و لیتوگرافی EUV، شرکت ASML دارای مجموعه مالکیت معنوی قابل توجهی است که نانولیتوگرافی چاپی را پوشش می‌دهد.

## در مورد شرکت
دفتر مرکزی شرکت ASML در فلدهوفن، هلند است. این دفتر همچنین محل تحقیق، توسعه، تولید و مونتاژ است. ASML دارای یک پایگاه مشتری در سراسر جهان و بیش از شصت نقطه خدمات در شانزده کشور است. این شرکت در هر دو بورس اوراق بهادار AEX و NASDAQ با نام ASML فهرست شده‌است. همچنین یکی از اجزای Euro Stoxx 50 و NASDAQ-100 است.
این شرکت در سال ۱۹۸۴ به عنوان یک سرمایه‌گذاری مشترک بین شرکت‌های هلندی Advanced Semiconductor Materials International یا (ASMI) و فیلیپس تأسیس شد. امروزه ASML یک شرکت سهامی عام است که فقط بخش کوچکی از سهام آن (در حدود ۲۵٪) متعلق به فیلیپس است. هنگامی که این شرکت در سال ۱۹۸۸ مستقل شد، تصمیم بر این شد که تغییر نام مطلوب نیست و مخفف ASML به نام رسمی شرکت تبدیل شد.
ASML در سال ۲۰۰۰ شرکت Silicon Valley Group را که یک تولیدکننده تجهیزات لیتوگرافی آمریکایی است، در تلاشی برای عرضه اسکنرهای ۱۹۳ نانومتری به شرکت اینتل خریداری کرد.
ASML در معرض تغییرات چرخه‌ای صنعت است. به عنوان مثال، در پایان سال ۲۰۰۸، افت فروش زیادی را تجربه کرد، که منجر به کاهش نیروی کار در سراسر جهان به میزان ۱۰۰۰ نفر شد که عمدتاً کارگران قراردادی بودند و برای جلوگیری از اخراج‌های بزرگتر از صندوق ملی بیکاری هلند درخواست حمایت کرد. دو سال و نیم بعد، ASML درآمد بی‌سابقه‌ای داشت.
در جولای ۲۰۱۲، اینتل برای تسریع انتقال ویفرهای ۳۰۰ میلی‌متری به ویفرهای ۴۵۰ میلی‌متری و توسعه بیشتر لیتوگرافی EUV، قراردادی را برای سرمایه‌گذاری ۴٫۱ میلیارد دلاری در ASML در ازای مالکیت ۱۵ درصد اعلام کرد. این قرارداد بدون حقوق انحصاری برای محصولات آتی ASML است و از ژوئیه ۲۰۱۲، ASML مقدار ۱۰٪ دیگر از سهام را به شرکت‌های دیگر ارائه می‌دهد. به عنوان بخشی از استراتژی EUV خود، ASML خرید شرکت سازنده منابع DUV و EUV Cymer را در اکتبر ۲۰۱۲ اعلام کرد.
در نوامبر ۲۰۱۳، ASML توسعه تجهیزات لیتوگرافی ۴۵۰ میلی‌متری را با اشاره به زمان نامشخص تقاضای تراشه‌ساز متوقف کرد.
در سال ۲۰۱۵، ASML دچار سرقت مالکیت معنوی شد. تعدادی از کارمندان در حال سرقت داده‌های محرمانه از شرکت نرم‌افزاری Silicon Valley که نرم‌افزاری را برای بهینه‌سازی ماشین توسعه می‌دهد، دزدیدند.
در ژوئن ۲۰۱۶، ASML برنامه‌های خود را برای تصاحب شرکت هرمس میکروویژن مستقر در تایوان به مبلغ ۳٫۱ میلیارد دلار برای افزودن فناوری برای ایجاد نیمه هادی‌های کوچکتر و پیشرفته‌تر اعلام کرد.
در نوامبر ۲۰۲۰، ASML فاش کرد که شرکت آلمانی تولید شیشه نوری برلینر گلس را به منظور رفع نیاز روزافزون به قطعات برای سیستم‌های EUV خود خریداری کرده‌است.
پس از گزارش درآمد در ژوئیه ۲۰۲۱، این شرکت گفت که تقریباً انحصار ماشین‌هایی که توسط TSMC و Samsung Electronics برای ساخت تراشه‌های پیشرفته استفاده می‌شوند، دارند. سازندگان لوازم الکترونیکی از تجهیزات لیتوگرافی فرابنفش شدید برای ساخت آخرین نسل از تراشه‌ها استفاده می‌کنند.